# 瓦列里·德米特里耶维奇·佐尔金
瓦列里·德米特里耶维奇·佐尔金（俄语：Валерий Дмитриевич Зорькин，1943年2月18日—），是俄罗斯的法官、律师，先后担任过俄罗斯联邦宪法法院院长、回任俄罗斯联邦宪法法院院长。

## 生平
佐尔金于1943年2月18日出生在滨海边疆区十月村区康斯坦丁诺夫卡。1964年，他考入莫斯科大学法律系，并在那里讲课到80年代末。他还在苏联内务部讲学，成为一名教授。他成为公认的鲍里斯·奇切林法律学说的主要专家。在苏联存在的最后两年里，他领导了一批为苏联宪法委员会工作的法律专家，进一步推动了将俄罗斯塑造成总统制共和国的案例。他在八月政变后离开了俄罗斯苏维埃联邦社会主义共和国共产党。1991年10月他成为俄罗斯宪法法院的法官，11月1日当选为该法院第一位(也是唯一一位)任期无限的主席。在 1992-1993年俄罗斯宪法危机期间，佐尔金和宪法法院在一些问题上与叶利钦总统发生了冲突，包括他禁止俄罗斯联邦共产党和民族拯救阵线的活动。1992年11月30日，法院驳回了叶利钦解散共产党“地方支部”的决定(法院认为解散共产党的执政机构是合法的)。
1993年9月，佐尔金卷入了关于鲍里斯·叶利钦解散俄罗斯最高苏维埃的决定的合法性的激烈争论，这一决定违背了过时的俄罗斯最高苏维埃宪法。佐尔金经常被认为是1993年9月22日法院裁决叶利钦的决定违宪的幕后推手。虽然裁决(9名法官赞成，4名法官反对通过), 根据宪法，叶利钦暂停了法院的工作，佐尔金于1993年10月6日被迫辞去主席职务，保留法院一名成员的职务。也就是说，据报道，总统政府首脑谢尔盖菲拉托夫  在10月5日早上打电话给法官，要求佐金辞职。然而，在出席法庭会议的12名法官中，有8名法官建议佐尔金不要辞职(4名法官——N .维特鲁克，E .阿梅蒂斯托夫，T .莫尔什恰科娃和V . Oleynik——建议佐尔金辞职)。晚上，菲拉托夫联系了佐尔金本人，要求他下台，否则将会开启一场刑事案件，指责佐尔金'为鲁茨科伊和哈斯布拉托夫的极端主义活动创造法律基础'。 10月6日，佐尔金递交了他的主席辞呈，宪法法院接受了他的辞呈。维特鲁克被任命为宪法法院代理主席。12月1日，他和他的同事卢钦因从事政治活动以5票对4票被宪法法院开除。去年12月，他参加了共产党人、民族主义者和叶利钦提出的新宪法的其他反对者的聚会。佐尔金于1994年1月25日重新担任法官。然而，在1994年3月，佐尔金以俄罗斯的名义签署了《协和宣言》并与根纳季·久加诺夫、亚历山大·鲁茨科伊、亚历山大·普罗哈诺夫、谢尔盖·格拉茨耶夫、斯坦尼斯拉夫·戈沃鲁欣 尽管为会议撰写了主要报告，但他没有创建协和医院，因为他再次因为政治活动受到法院的警告。
佐尔金随后停止了他的政治活动。据报道，不再担任主席的他碰巧比法院的其他法官更不同意多数人的决定，比如在1995年，他对法院关于总统和总理将俄罗斯军队开进车臣的裁决表示异议。
在法院做出让他成名的决定十年后，2003年2月24日，他再次当选为法院院长。许多观察员认为他回到办公室证实了法院对叶利钦1993年行为的评价是正确的。有争议的是，佐尔金在2014年为罗西斯克亚公报撰写的一篇文章中赞扬了农奴制。佐尔金声称农奴制统一了俄罗斯，并将废除农奴制与叶利钦上世纪90年代的改革相提并论。